# Aconitum tangense
Aconitum tangense là một loài thực vật có hoa trong họ Mao lương. Loài này được Marquand & Airy Shaw mô tả khoa học đầu tiên năm 1929.